# Mossoviet

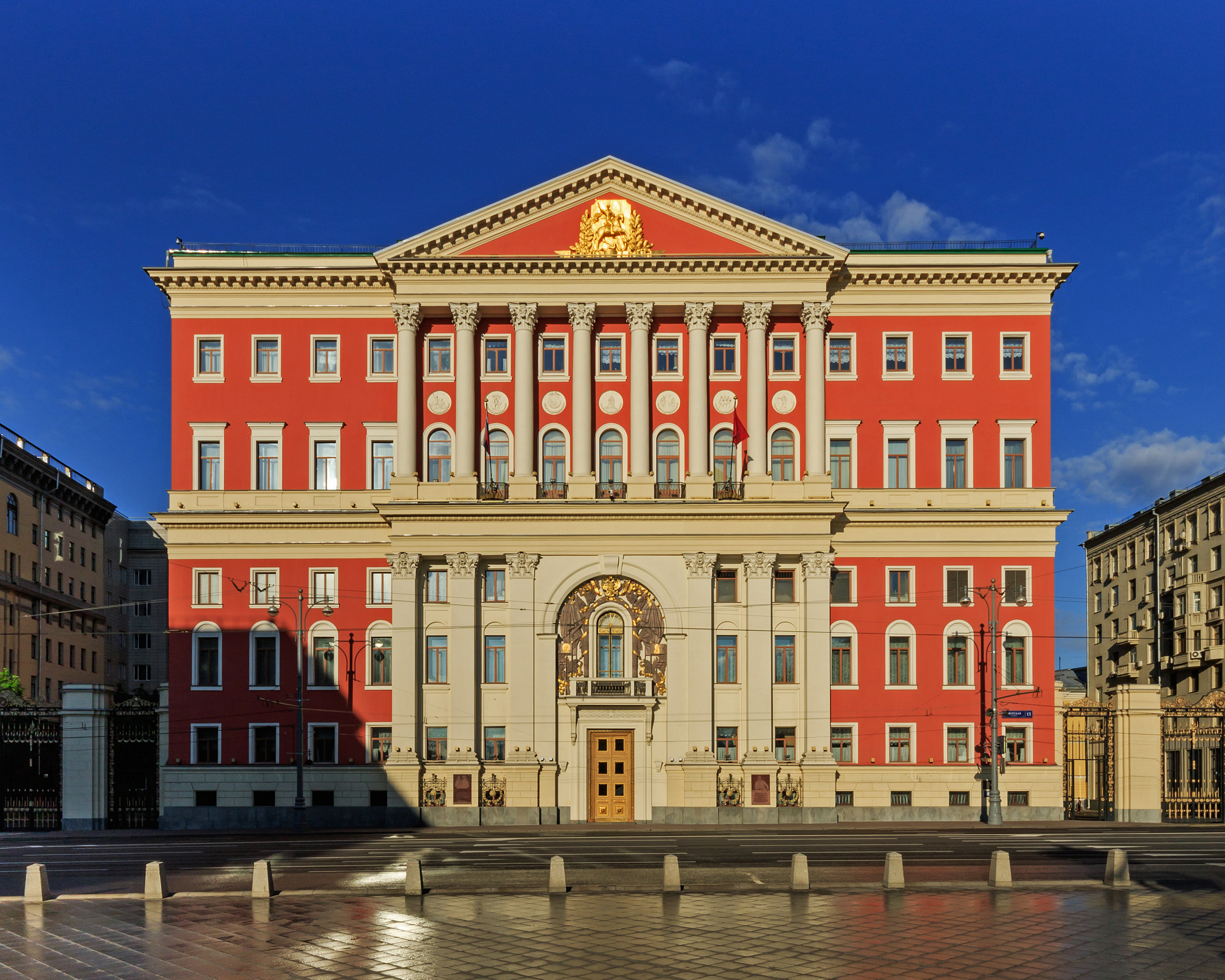
Bureaux Mossovet dans la rue Tverskaya, à Moscou.

Le Mossoviet (russe : Моссовет), abréviation de Moscou soviétique, (Московский Совет) a été créé à la suite de la révolution de Février. Au départ, il s'agissait d'une administration parallèle de la ville de Moscou, en Russie, dirigée par des partis de gauche. Après la révolution d'Octobre, elle devint l'administration municipale de Moscou pendant toute la période soviétique (1918-1991).